# Gustava
Gustava, Gustafva eller Gustafa är en latinsk feminin form av det fornsvenska namnet Gustaf som tros vara bildat av orden göt (folknamnet) och staf, stav (i betydelsen stöd, ledare). Namnet har förekommit i Sverige sedan mitten av 1600-talet.
En annan variant av namnet är Gustaviana som också har funnits i Sverige sedan mitten av 1600-talet.
Den 31 december 2014 fanns det totalt 568 kvinnor folkbokförda i Sverige med namnet Gustava, Gustafva eller Gustafa, varav 4 bar det som tilltalsnamn. Det fanns inga kvinnor med namnet Gustaviana folkbokförda.
Namnsdag i Sverige saknas (1901-1992: 7 maj). I den finlandssvenska namnsdagslängden har Gustava namnsdag 6 juni sedan starten 1929, då en egen namnsdagskalender togs i bruk för finlandssvenskar, med en paus 1950–1972.

## Personer med namnet Gustava, Gustafva eller Gustafa
- Gustafva Charlotta Alm, svensk ballerina
- Gustafva Björklund, finlandssvensk restaurangägare och kokboksförfattare
- Gustava Duwal, svensk spion
- Gustafva Sofia Hjärne, svensk friherrinna och författare
- Gustava Kielland, norsk författare
- Gustava Lindman, svensk skådespelare och kurtisan
- Gustafva Lindskog, svensk gymnast
- Gustava Nisbeth, svensk skolgrundare
- Gustafva Röhl, svensk skolgrundare
- Gustava Johanna Stenborg, svensk konstnär
- Gustava Svanström, svensk författare
- Gustafva Amalia Walin, svensk opera- och vissångerska

## Personer med namnet Gustaviana
- Gustaviana Schröder, svensk sångerska